# 7월 18일
7월 18일은 그레고리력으로 199번째(윤년일 경우 200번째) 날에 해당한다.

## 사건
- 645년 - 고구려-당 전쟁 중, 당의 장수 이적이 안시성을 포위하였다.
- 1323년 - 토마스 아퀴나스 시성식: 토마스 아퀴나스가 로마 가톨릭교회 성인으로 시성되다.
- 1936년 - 에스파냐 내전이 일어나다.
- 1952년 - 중석불사건(重石弗事件)이 국회에 비화되어 조사위원회가 구성되다.
- 1990년 - 대한민국의 4대 대통령을 지낸 전직 대통령 윤보선이 서거하였다.
- 1995년 - 대한민국 검찰이 지난 5·18 사건과 5·18 관련자들에 대해 공소권 없음 결정을 내렸다.
- 2004년 - 연쇄살인 사건을 일으켰던 유영철이 경찰에 체포되다.
- 2012년 - 조선민주주의인민공화국은 실질적인 최고 지도자인 김정은에게 대장에서 원수 칭호를 수여하다.
- 2013년 - 충청남도 태안군에서 해병대 캠프에 참가했던 공주대학교 사범대학 부설고등학교 학생들 5명이 해상훈련을 하다가 급류에 흽쓸려 실종되었다. 이후 실종자 5명 전원이 시신으로 발견되었다.
- 2018년 - 서울교통공사가 서울 지하철 5호선 동대문역사문화공원역의 환승통로를 9월 20일까지 폐쇄하였다.
- 2019년 - 일본에서 한 중년 남성이 교토부 소재의 유명 애니메이션 회사, 교토 애니메이션에 불을 질러 30명 이상이 사망한 교토 애니메이션 방화 사건이 발생했다.

## 문화
- 1904년 - 대한매일신보 창간. (현 서울신문)
- 1968년 - 미국의 반도체 제조 기업 인텔이 캘리포니아주 마운틴 뷰에 설립되었다.
- 1976년 - 나디아 코마네치가 몬트리올 올림픽 체조 이단평행봉에서 올림픽 체조사상 처음으로 10점 만점을 얻다.
- 2000년 - 대한민국 증권전문방송 한경와우TV(現 한국경제TV)개국
- 2004년 - 서울신문 창간 100주년.
- 2013년 -
  - 불법 포획되었던 남방큰돌고래 2마리가 제주특별자치도 제주시 구좌읍 김녕에서 방사되어 자연으로 돌아갔다.
  - 대한민국 국방부는 연예병사제도를 16년 만에 폐지하였다.
- 2015년 - 2015년 KBO 올스타전에서 수원 kt 위즈파크가 열려 롯데 자이언츠의 드림 올스타에서 강민호가 MVP에 올랐다.

## 탄생
- 155년 - 중국의 시인, 정치인 조조. (~220년)
- 1206년 - 고려 시대의 승려 일연. (~1289년)
- 1552년 - 신성로마제국의 황제 루돌프 2세. (~1612년)
- 1629년 - 조선 중기의 학자, 정치인, 사상가 윤증. (~1714년)
- 1635년 - 영국의 자연 철학자 로버트 훅. (~1703년)
- 1811년 - 영국의 소설가 윌리엄 메이크피스 새커리. (~1863년)
- 1873년 - 미국의 자선가 앤 모건. (~1952년)
- 1887년 - 노르웨이의 정치가 비드쿤 크비슬링. (~1945년)
- 1892년 - 브라질의 전 축구 선수 아르투르 프리덴라이히. (~1969년)
- 1905년 - 대한민국의 법조인 박이순.
- 1909년
  - 구 소련의 외교관 안드레이 그로미코. (~1989년)
  - 아프가니스탄의 정치인 무함마드 다우드. (~1978년)
- 1918년 - 남아프리카공화국의 대통령이자 흑인 해방 운동 지도자 넬슨 만델라. (~2013년)
- 1920년 - 대한민국의 육군 장성 김창룡. (~1956년)
- 1921년 - 미국의 심리학자, 정신의학자 에런 벡. (~2021년)
- 1927년 - 독일의 지휘자 쿠르트 마주어. (~2015년)
- 1929년 - 미국의 피겨 스케이팅 선수 딕 버튼. (~2025년)
- 1934년 - 일본의 정치인 나카무라 쇼자부로. (~2023년)
- 1938년 - 네덜란드의 영화감독 폴버호벤.
- 1940년 - 미국의 야구 선수 조 토리.
- 1943년 - 대한민국의 언론인 김우룡.
- 1950년 - 영국의 기업인, 버진그룹 회장 리처드 브랜슨.
- 1957년 - 잉글랜드의 골프 선수 닉 팔도.
- 1959년 - 대한민국의 사회기관단체 출신 정치인 김영식.
- 1960년 - 대한민국의 아나운서 김태욱. (~2021년)
- 1962년
  - 대한민국의 정치인 고경화.
  - 대한민국의 기업인 박진호. (~2016년)
- 1963년 - 대한민국의 언론 출신 정치인 황상무.
- 1965년
  - 대한민국의 미스코리아 겸 배우 황성임.
  - 대한민국의 야구인 홍성연.
  - 대한민국의 정치인 정동만.
  - 대한민국의 교육인 민성원.
  - 불가리아의 메조소프라노 가수 베셀리나 카사로바.
- 1966년 - 대한민국의 정치인 강성종.
- 1967년 - 미국의 배우 빈 디젤.
- 1971년
  - 대한민국의 전 농구 선수 정은순.
  - 미국의 영화 감독 조셉 루소.
- 1973년
  - 대한민국의 배우 송요셉.
  - 대한민국의 가수 정선연. (~2024년)
- 1974년
  - 대한민국의 성우 이은정.
  - 대한민국의 성우 고성일.
- 1975년 - 대한민국의 기상 캐스터 한희경.
- 1976년 - 대한민국의 배우 고수희.
- 1977년 - 대한민국의 판사 황인경.
- 1978년
  - 대한민국의 전 기상 캐스터 한희경.
  - 대한민국의 배우 주상욱.
- 1980년
  - 미국의 배우 크리스틴 벨.
  - 일본의 배우 히로스에 료코.
- 1981년
  - 대한민국의 축구 선수 이광현.
  - 대한민국의 래퍼 얀키.
  - 대한민국의 영화 감독 정윤석.
  - 네덜란드의 장애인 테니스 선수 에스터르 페르헤이르.
  - 네덜란드이 가수, 배우 미힐 하위스만.
- 1982년
  - 미국의 격투기 선수 케인 벨라스케스.
  - 미국의 가수 라이언 카브레라.
  - 인도의 배우 프리양카 초프라.
  - 폴란드의 역도 선수 마르친 도웽가.
- 1983년 - 대한민국의 미술인 홍지연.
- 1984년
  - 대한민국의 배우 최성재.
  - 핀란드의 축구 선수 벨리 람피.
- 1985년
  - 대한민국의 가수 신성.
  - 이탈리아의 펜싱 선수 마라 나바리아.
- 1986년
  - 대한민국의 아나운서 최희.
  - 대한민국의 기상캐스터 차현주.
  - 대한민국의 축구 선수 신형민.
- 1987년 - 대한민국의 야구 선수 정훈.
- 1988년 - 대한민국의 전 이종격투기 선수 조용.
- 1989년
  - 대한민국의 치어리더 박수진.
  - 대한민국의 가수 임세준.
- 1990년
  - 대한민국의 가수 김지숙 (레인보우).
  - 프랑스의 방송인 로빈 데이아나.
  - 대한민국의 축구 선수 김봉진.
  - 대한민국의 가수 전상근.
- 1991년
  - 대한민국의 현대 무용가 김민진.
  - 일본의 배우 야마모토 미즈키.
- 1992년
  - 대한민국의 모델, 배우 신새롬.
  - 대한민국의 래퍼 Dbo.
  - 이란의 축구 선수 메흐디 타레미.
- 1993년
  - 대한민국의 가수 태민 (샤이니).
  - 프랑스의 축구 선수 나빌 페키르.
- 1994년
  - 미국의 가수 BC (원팀).
  - 대한민국의 배우 이유미.
  - 대한민국의 양궁 선수 김종호.
  - 브라질의 싱어송라이터 겸 기타리스트 라우라 히조투
- 1995년 - 대한민국의 배우 장성범.
- 1996년 - 일본의 성우 나츠카와 시이나.
- 1997년
  - 대한민국의 가수이자 기타 연주자 권진아.
  - 대한민국의 배구 선수 강소휘.
  - 일본의 축구 선수 이시바시 타쿠마.
  - 미국의 육상 선수 노아 라일스.
  - 미국의 육상 선수 그랜트 홀러웨이.
- 1998년 - 대한민국의 배우 정지인.
- 1999년 - 미국의 가수 윌리 스펜스. (~2022년)
- 2000년 - 대한민국의 배우 김상우.
- 2001년 - 캐나다의 배우 엘라 밸런타인.
- 2003년 - 대한민국의 야구 선수 최원영.
- 2004년 - 대한민국의 축구 선수 최우진.
- 2011년 - 대한민국의 아역배우 유나.
- 2013년 - 대한민국의 전 축구 선수 이동국의 딸 이설아, 이수아.

### 미상
- 일본의 성우 시로사와 카나에. (22/7)
- 대한민국의 가수 최연우. (리뎀션즈)

## 사망
- 707년 - 일본의 제42대 천황 몬무 천황. (683년~)
- 912년 - 중국의 오대십국시대 후량의 초대 황제 주전충. (852년~)
- 1610년 - 이탈리아의 화가 카라바조. (1571년~)
- 1730년 - 프랑스의 원수 제2대 빌레루아 공작 프랑수아 드 뇌빌. (1644년~)
- 1920년 - 독일 황제 요아힘 폰 프로이센 왕자. (1890년~)
- 1982년 - 대한민국의 독립운동가 조시원. (1904년~)
- 1989년 - 대한민국의 군인 현시학. (1924년~)
- 1990년 - 대한민국의 제4대 대통령 윤보선. (1897년~)
- 1997년 - 대한민국의 정치인 권수창. (1943년~)
- 2007년 - 일본의 정치인 미야모토 겐지. (1908년~)
- 2018년
  - 대한민국의 방송인 이종은. (1969년~)
  - 미국의 물리학자 버턴 릭터. (1931년~)
- 2019년
  - 일본의 애니메이션 감독 타케모토 야스히로. (1972년~)
  - 일본의 애니메이터, 캐릭터 디자이너 니시야 후토시. (1981년~)
  - 미국의 영화배우 데이비드 헤디슨. (1927년~)
- 2020년
  - 일본의 가수, 영화배우 미우라 하루마. (1990년~)
  - 오스트레일리아의 피겨스케이팅 선수 예카테리나 알렉산드롭스카야. (2000년~)
- 2022년
  - 대한민국의 정치인 장경순. (1922년~)
  - 미국의 조각가 클라스 올든버그. (1929년~)
- 2024년 - 미국의 영화배우 밥 뉴하트. (1929년~)
- 2025년
  - 프랑스의 추기경 앙드레 뱅트루아. (1942년~)
  - 일본의 레슬링선수 오바라 히토미. (1981년~)
  - 대한민국의 시인 최종천. (1954년~)
  - 일본의 기업인 타미야 슌사쿠. (1934년~)
  - 미국의 언론인 에드윈 퓰너. (1941년~)

## 기념일
- 제헌절: 우루과이
- 만델라 데이(Mandela Day)

## 같이 보기
- 전날: 7월 17일 다음날: 7월 19일 - 전달: 6월 18일 다음달: 8월 18일
- 음력: 7월 18일
- 모두 보기